# محافظة خوفسغول
محافظة خوفسغول (بالإنجليزية: Khövsgöl Province)‏ هي محافظة في منغوليا، تتبع منغوليا، بلغ عدد سكانها 114٬926 نسمة، في 2011، عاصمتها Mörön ‏، تبلغ مساحتها 100٬628٫82 كيلومتر مربع.

## معرض صور

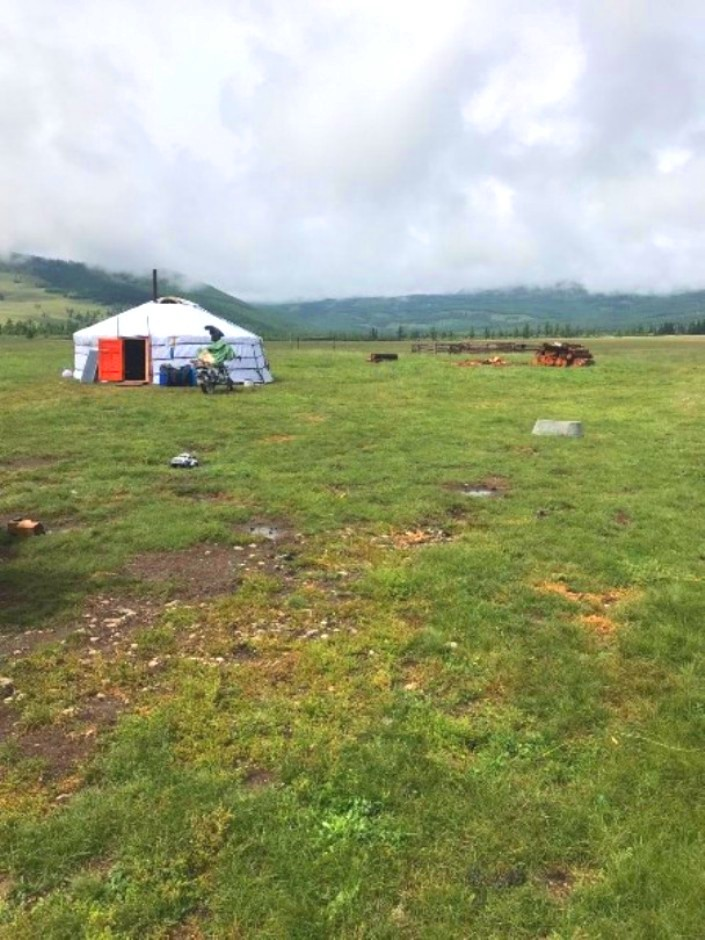
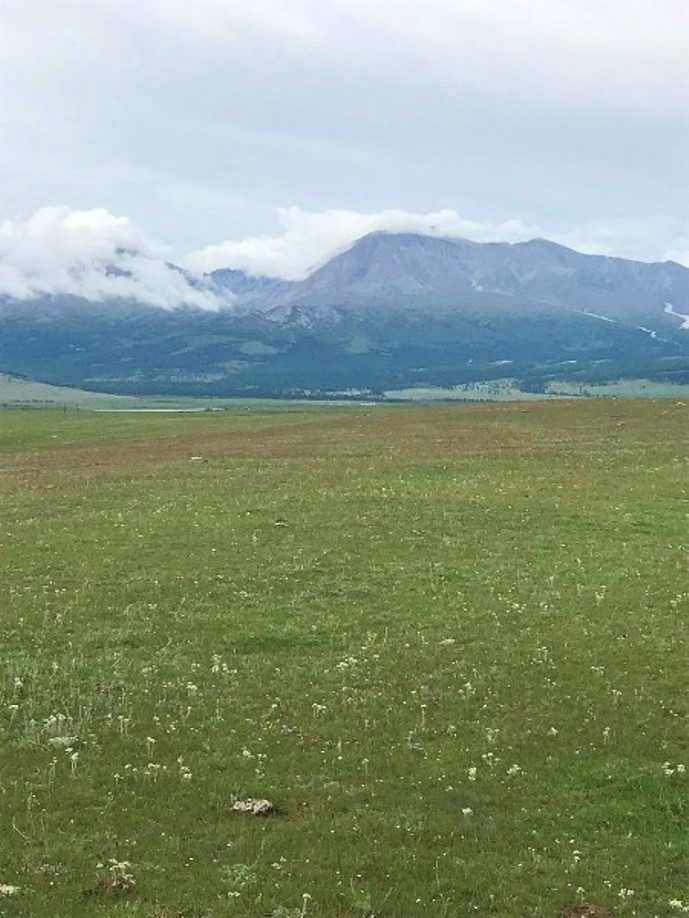
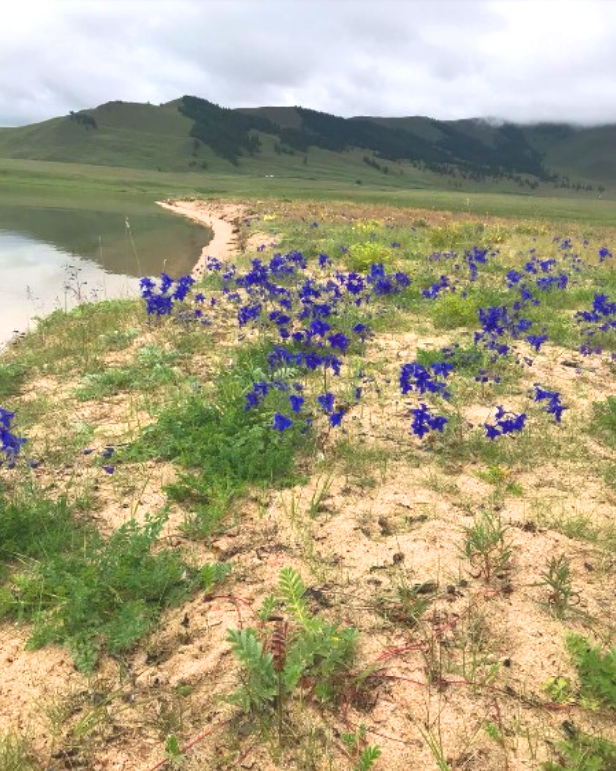
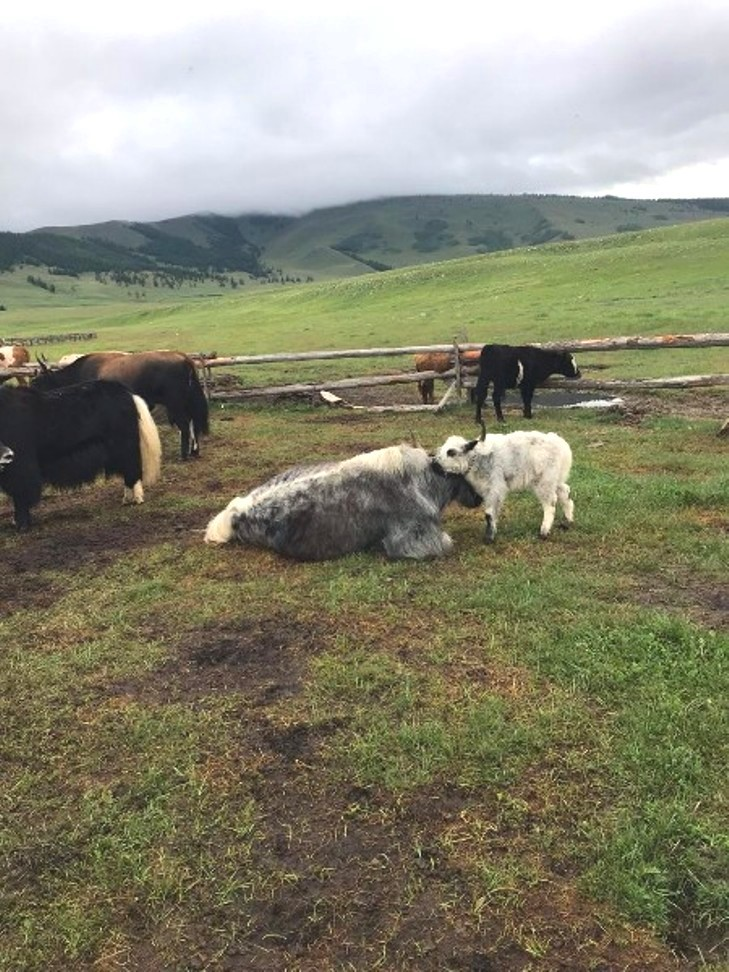

## الموقع
تشترك في الحدود مع:
- توفا
- محافظة أرخانغاي
- محافظة زافخان
- بورياتيا
- محافظة بولغان.

## التقسيمات الإدارية
- Tosontsengel, Khövsgöl [الإنجليزية]‏
- Mörön [الإنجليزية]‏
- Tsagaannuur, Khövsgöl [الإنجليزية]‏
- Renchinlkhümbe [الإنجليزية]‏
- Bürentogtokh, Khövsgöl [الإنجليزية]‏
- Tsagaan-Üür, Khövsgöl [الإنجليزية]‏
- Alag-Erdene, Khövsgöl [الإنجليزية]‏
- Arbulag, Khövsgöl [الإنجليزية]‏
- Bayanzürkh, Khövsgöl [الإنجليزية]‏
- Rashaant, Khövsgöl [الإنجليزية]‏
- Tsagaan-Uul, Khövsgöl [الإنجليزية]‏
- Chandmani-Öndör, Khövsgöl [الإنجليزية]‏
- Erdenebulgan, Khövsgöl [الإنجليزية]‏
- Galt, Khövsgöl [الإنجليزية]‏
- Khankh, Khövsgöl [الإنجليزية]‏
- Ikh-Uul, Khövsgöl [الإنجليزية]‏
- Jargalant, Khövsgöl [الإنجليزية]‏
- Shine-Ider, Khövsgöl [الإنجليزية]‏
- Tarialan, Khövsgöl [الإنجليزية]‏
- Tömörbulag, Khövsgöl [الإنجليزية]‏
- Tsetserleg, Khövsgöl [الإنجليزية]‏
- Tünel, Khövsgöl [الإنجليزية]‏
- Ulaan-Uul, Khövsgöl [الإنجليزية]‏.